# 2016
2016（二千十六、二〇一六、にせんじゅうろく）は、自然数または整数において、2015の次で2017の前の数である。

## 性質
- 2016は合成数であり、約数は1, 2, 3, 4, 6, 7, 8, 9, 12, 14, 16, 18, 21, 24, 28, 32, 36, 42, 48, 56, 63, 72, 84, 96, 112, 126, 144, 168, 224, 252, 288, 336, 504, 672, 1008, 2016である。
  - 約数の和は6552。
  - 497番目の過剰数である。1つ前は2010、次は2020。
    - σ(n) ≧ 3n を満たす n とみたとき35番目の数である。1つ前は1980、次は2040。(ただしσは約数関数、オンライン整数列大辞典の数列 A023197)
    - 約数の和を平方した数が自身で割り切れる18番目の数である。1つ前は1782、次は3724。(オンライン整数列大辞典の数列 A263928)
例：σ (2016)2 ÷ 2016 = 65522 ÷ 2016 = 21294 (ただしσは約数関数、オンライン整数列大辞典の数列 A263928)

  - 約数を36個もつ5番目の数である。1つ前は1980、次は2100。
  - 約数の和の平均が整数になる49番目の数である。1つ前は2004、次は2076。
- 約数を昇順に並べて和を求めていくと自身になる6番目の数である。1つ前は496、次は8128。(オンライン整数列大辞典の数列 A064510)
  - 例．1 + 2 + 3 + 4 + 6 + 7 + 8 + 9 + 12 + 14 + 16 + 18 + 21 + … + 144 + 168 + 224 + 252 + 288 = 2016
- 2016 = 1 + 2 + 3 + 4 + 5 + 6 + 7 + 8 + 9 + 10 + … + 62 + 63
  - 63番目の三角数である。1つ前は1953、次は2080。
  - 三角数がハーシャッド数になる29番目の数である。1つ前は1770、次は2080。
  - 三角数が三角数になる約数の個数をもつ8番目の数である。1つ前は496、次は3321。(オンライン整数列大辞典の数列 A116541)
  - 三角数が三角数になる約数の個数をもつ数の中で前の数を上回る個数をもつ4番目の数である。1つ前は496、次は41616。(オンライン整数列大辞典の数列 A076172)
- 2016 = 741 + 1275
  - 三角数が異なる2つの三角数の和で表せる38番目の数である。1つ前は1953、次は2080。(オンライン整数列大辞典の数列 A112352)
- 32番目の六角数である。1つ前は1891、次は2145。
- 405番目のハーシャッド数である。1つ前は2010、次は2020。
  - 9を基とする102番目のハーシャッド数である。1つ前は2007、次は2025。
  - 三角数がハーシャッド数になる29番目の数である。1つ前は1770、次は2080。
- 2016 = 25 × 32 × 7
  - 3つの異なる素因数の積で p 5 × q 2 × r の形で表せる2番目の数である。1つ前は1440、次は2400。(オンライン整数列大辞典の数列 A179691)
- 各位の立方和が平方数になる102番目の数である。1つ前は2013、次は2020。（23 + 03 + 13 + 63 = 225 = 152）（オンライン整数列大辞典の数列 A197039）
- 2016 = 25 × (26 − 1)
  - n = 6 のときの 2n−1(2n − 1) の値とみたとき1つ前は496、次は8128。
  - この形の数で完全数にならない3番目の数である。1つ前は120、次は32640。(オンライン整数列大辞典の数列 A144858)
  - この形の数で倍積完全数にならない最小の数である。次は32640。
- 2016 = 32 × σ(32) (ただし σ は約数関数)
- 連続する18個の素数の和で表せる20番目の数である。1つ前は1926、次は2108。
2016 = 71 + 73 + 79 + 83 + 89 + 97 + 101 + 103 + 107  + 109 + 113 + 127 + 131 + 137 + 139 + 149 + 151 + 157
- 2016 = 33 + 43 + 53 + 63 + 73 + 83 + 93
  - 7連続整数の立方和とみたとき1つ前は1295、次は2989。
- 2016 = 25 + 26 + 27 + 28 + 29 + 210
- 2016 = 1728 + 288 = 123 + 11 + 22 + 33 + 44
- {\displaystyle 2016={\frac {6\times 7\times 8\times 9\times 10}{1+2+3+4+5}}} この形の1つ前は168、次は31680。(オンライン整数列大辞典の数列 A110371)
- 2016 = 42 + 82 + 442 = 42 + 202 + 402 = 122 + 242 + 362
  - 3つの平方数の和3通りで表せる224番目の数である。1つ前は1992、次は2017。(オンライン整数列大辞典の数列 A025323)
  - 異なる3つの平方数の和3通りで表せる195番目の数である。1つ前は2011、次は2056。(オンライン整数列大辞典の数列 A025341)
- 2016 = 23 + 23 + 103 + 103 = 23 + 43 + 63 + 123
  - 4つの正の数の立方数の和で表せる629番目の数である。1つ前は2015、次は2017。(オンライン整数列大辞典の数列 A003327)
- 1/2016 = 0.00049603174… (下線部は循環節で長さは6)
  - 逆数が循環小数になる数で循環節が6になる151番目の数である。1つ前は2002、次は2035。
- 2016 = 133 − 132 − 13 + 1
  - n = 13 のときの n 3 − n 2 − n + 1 の値とみたとき1つ前は1573、次は2535。(オンライン整数列大辞典の数列 A152618)
- 2016 = 452 − 9
  - n = 45 のときの n 2 − 9 の値とみたとき1つ前は1927、次は2107。(オンライン整数列大辞典の数列 A028560)
- 2016 = 452 − (2 + 0 + 2 + 5)
  - n = 45 のときの n 2 とその各位の和の差とみたとき1つ前は1917、次は2106。(オンライン整数列大辞典の数列 A224977)
- 2016 = 462 − 100
  - n = 46 のときの n 2 − 100 の値とみたとき1つ前は1925、次は2109。(オンライン整数列大辞典の数列 A120071)
- 最小の友愛的三対を構成する数字の1つである(1980, 2016, 2556)。σ(1980)=σ(2016)=σ(2556)=6552=1980+2016+2556
- 約数の和が2016になる数は21個ある。(660, 672, 852, 858, 910, 940, 992, 1002, 1012, 1162, 1222, 1245, 1353, 1435, 1495, 1509, 1547, 1757, 1837, 1909, 1927) 約数の和21個で表せる2番目の数である。1つ前は1440、次は5184。
  - 倍積完全数672の約数の和である。
  - 倍積完全数の約数の和としては6番目の数である。1つ前は992、次は16256。
- 2016 = σ(496) + 210 = 992 + 1024 (ただし σ は約数関数)
- 2016 = σ2(496) (ただし σ は約数関数 σ2(496) = σ(992) = 2016)
- 2016 = σ2(15 + 25 + 35) (ただし σ は約数関数 σ2(15 + 25 + 35) = σ2(276) = σ(672) = 2016)
- 約数関数から導き出される数列 {\displaystyle a_{n}=\sigma (a_{n-1})} はその初期値によって異なる発散の仕方をするが、初期値 (1を除く) を6番目の数29とすると6番目が2016になる。
(例. 29 → 30 → 72 → 195 → 336 → 992 → 2016)
- 連続してある数に対して約数の和を求めていった場合64個の数が2016になる。2016より小さい数で64個ある数はない。1つ前は1920 (56個)、次は2880 (68個)。いいかえると {\displaystyle \sigma ^{m}(n)=2016~(m\geqq 1)} を満たす n が64個あるということである。(ただし σ は約数関数) (オンライン整数列大辞典の数列 A241954)

## その他 2016 に関連すること
- 西暦2016年